# Xyris longisepala
Xyris longisepala är en gräsväxtart som beskrevs av Robert Kral. Xyris longisepala ingår i släktet Xyris och familjen Xyridaceae. Inga underarter finns listade i Catalogue of Life.